# アレクサンドル・グロタンディーク
アレクサンドル・グロタンディーク（独: Alexander Grothendieck, 1928年3月28日 - 2014年11月13日）は、フランスで活動したドイツ出身のユダヤ系数学者。
「20世紀最大の数学者」とみなされている。社会・政治・倫理にも関心を向け、急進主義者としてアナキズム的な思想を展開、反戦主義、反権威主義、自然共生を訴え、晩年は隠遁し哲学へ傾倒した。

## 業績
主要な業績にスキームの考案による代数幾何学の大幅な書き直し、l-進コホモロジー(エタール・コホモロジー)、クリスタリンヌ・コホモロジーの発見によるヴェイユ予想への貢献、モチーフおよびモチヴィック・ガロア群の考察、遠アーベル幾何学の提唱、子供のデッサン (Dessins d'enfants) の考察等、基本的かつ深い洞察から多くの新たなる分野を開拓した。他降下理論、グロタンディーク群によるK理論への貢献、トポスの理論、アーベル圏によるホモロジー代数の統合、ガロア圏および淡中圏によるガロア理論の一般化などの業績がある。またドリーニュ、イリュージー、ベルテロ等多くの有名な数学者を育てた。数論幾何という用語を提案したのもグロタンディークである。

## 略歴
実父はウクライナ出身でアナキストのサシャ・シャピロ、母はハンブルク出身でジャーナリストのヨハンナ・ハンカ・グロテンディク。出生時は母の結婚相手ヨハネス・ラダッツ（Johannes Raddatz）の子として「アレクサンダー・ラダッツ」と命名された。しかし二人は1929年に離婚、シャピロは彼を認知したがハンカと結婚はしなかった。ベルリンで過ごしたのち、ナチスを避けて父がフランスへ渡ったのに続いて母と共にパリへ移る。
その後ナチスのフランス占領に伴い拘留され、母親と共にフランスの収容所へ送られたが脱走、母はギュルス強制収容所で終戦を迎え、グロタンディークはオート＝ロワール県ル・シャンボン＝シュル＝リニョンで潜伏生活を送った。父サシャも戦時中、アウシュヴィッツ強制収容所に収容された。シャンボンのセヴェンヌ高校（現在のLe Collège-Lycée Cévenol International）で数学の魅力に開眼した。
終戦後にモンペリエ大学を卒業、ナンシー大学に移りデュドネのもとで研究を始めた。初期の業績に関数解析学に関する研究がある。その後、セールらの影響から彼の関心は代数幾何学へ移り、1950年代後半からのスキーム論による代数幾何学の書き換え、ホモロジー代数、層論、圏論などへの貢献（特に1957年の論文 グロタンディークのトーホク・ペーパー）はそれぞれの分野だけでなく数学全体に決定的な影響を与えた。ヴェイユ予想の解決を目標と定め、そのために代数幾何を根底から書き直し、「代数幾何原論 (Éléments de Géométrie Algébrique, ÉGA)」をエウクレイデスの「原論」と同様に13巻刊行しようとした。しかし1巻から4巻まで約1500ページのみが書かれ、5巻以降は未完成。13巻までの内容は弟子たちとともに行われた「マリーの森の代数幾何セミナー (SGA)」という書物となって刊行されている。（1巻から7巻まであり、約6500ページである）。ヴェイユ予想に最も貢献したのはグロタンディークの発見した新しいコホモロジー、「エタール・コホモロジー (Cohomologie étale)」であり、Cohomologie l-adique, Cohomologie cristallineなど新しいコホモロジー論を発見。また、ファルティングスによるモーデル予想の解決もグロタンディークのスキーム論を使ったものであった。彼の業績は、数論、代数幾何、位相幾何を統合するものだと評される。ヴェイユ予想そのものは、グロタンディークが切り開いた道具立てを用い、弟子のピエール・ルネ・ドリーニュにより未解決の二つが解決された。ジャン・デュドネとともにIHÉSの最初のパーマネントの数学の教授に選ばれる。1966年にフィールズ賞を受賞、1988年にクラフォード賞を受賞（本人は辞退）。1980年代初頭にフランスの市民権を申請したが認められたかは明らかではない。
反戦運動と環境問題に熱心だったことから、1970年頃にIHÉSに軍からの資金援助があることを知ると、彼は即座にIHÉSを辞職。その後は、数学から距離を置いた隠遁生活を送るようになった。1985年には自伝的作品『収穫と蒔いた種と』(Récoltes et semailles) を執筆しており、これは邦訳が1993年に出版されている。1988年に彼とドリーニュに対してクラフォード賞が与えられたが、彼は受賞を固辞した。1991年に彼は家族のもとを去り、その後ピレネー山脈のふもとのアリエージュ県ラセールで隠遁生活を送り、タンポポのスープなどの粗食で命をつないでいた（同地に住んでいたことは死後に判明した）。2003年8月には「グロタンディークは元気だが、あいかわらずだれにも会いたがらない」と伝えられている。
2010年1月、グロタンディークはリュック・イリュージーに手紙を書き、許諾のないすべての著作を削除する依頼をした。
これを受けて、多くのインターネットコンテンツが削除された。
2014年11月13日の朝、ラセール近くのサン＝ジロンの病院で死亡。86歳没。
2017年5月、遺された膨大な手書きメモや草稿、タイプ原稿、などの一部（約1万8千ページ）がデジタルアーカイブとして仏モンペリエ大学のサイトにて公開された。

## 12テーマ
『収穫と蒔いた種と』(Récoltes et Semailles) においてグロタンディークは研究すべき12テーマをあげている。 
1. 位相的テンソル核と核型空間
2. "連続"と"離散"の双対性（導来圏と六つの演算）
3. グロタンディーク‐リーマン・ロッホの定理の一般化（K-理論、交叉理論との関係）
4. スキーム
5. トポス
6. l-進エタール・コホモロジー
7. モチーフとモチヴィック・ガロア群
8. クリスタルとクリスタリンヌ・コホモロジー
9. トポロジー代数、∞-スタック、"デリヴァトゥール" (dérivateurs)（新しいホモトピーによるトポスのコホモロジーによる定式化）
10. 穏和トポロジー
11. 遠アーベル幾何学、ガロア・タイヒミュラー理論
12. 正多面体と正規配位図形のスキーム的、数論的な観点からの研究

## 逸話
自然数57は「グロタンディーク素数」と呼ばれる。57は素数ではない（3 × 19 = 57）が、これはグロタンディークが素数に関する一般論について講演をした際に、具体的な素数を用いて例を挙げることを求められたとき、彼が誤って57を選んだことに由来する。このエピソードは、彼の思考が最初から抽象的で、具体例で考察せずに一般論を構築していたことを示すものだという数学者（デヴィッド・マンフォード）もいる。

## 著作
- Éléments de Géométrie Algébrique,1960-67
- Séminaire de Géométrie Algébrique
- La Longue Marche à Travers la Théorie de Galois,1981
- Esquisse d'un Programme
- Les Dérivateurs
- Récoltes et Semailles,1983-1985

### 翻訳書
- 『数学者の孤独な冒険―数学と自己の発見への旅』辻雄一訳、現代数学社、1989年。ISBN 4-7687-0191-4
- 『数学と裸の王様―ある夢と数学の埋葬』辻雄一訳、現代数学社、1990年。ISBN 4-7687-0192-2
- 『ある夢と数学の埋葬―陰と陽の鍵』辻雄一訳、現代数学社、1993年。ISBN 4-7687-0186-8